# Military Assistance Advisory Group
Military Assistance Advisory Group (MAAG; deutsch etwa „militärische Unterstützungs- und Beratergruppe“) war während des Kalten Krieges die Bezeichnung für Militärberater-Gruppen der Vereinigten Staaten, die von den späten 1940er- bis zu den 1970er-Jahren in den meisten verbündeten (und auch einigen neutralen) Ländern im Rahmen der Militärkooperation zum Einsatz kamen. Die Gruppen bestanden aus Soldaten der US-Streitkräfte und waren organisatorisch der US-Militärführung (und damit dem Verteidigungsministerium) unterstellt, galten aber als ziviles „technisches Personal“ der US-Botschaften und besaßen meist dieselben Vorrechte wie Botschaftsmitarbeiter. Der Chef einer MAAG war immer ein hochrangiger US-Offizier, meist im Generalsrang.
Die Ziele der MAAGs waren die Verbesserung der militärischen Zusammenarbeit und die Aufrüstung und Ausbildung der Streitkräfte des jeweiligen Gastgeberlandes, aber auch deren politische Beeinflussung im proamerikanischen Sinne. MAAG-Angehörige waren als Ausbilder tätig, schulten Offiziere, wiesen einheimische Soldaten in neue Waffensysteme ein, berieten die Militärführung, organisierten die Armeeverwaltung; teilweise begleiteten sie auch Verbände in Kampfeinsätze. In manchen Krisenstaaten soll die MAAG auch als Deckorganisation für geheime Missionen von Spezialeinheiten fungiert haben; der Übergang von legaler Militärhilfe zu verdeckten Operationen war oft fließend.
Das MAAG-Programm kann als personelle Komponente des etwa zeitgleich stattfindenden Mutual Defense Assistance Program angesehen werden, durch das im großen Stil Militärtechnik an verbündete Streitkräfte geliefert wurde. Da die Entsendung einer MAAG meist mit finanzieller Hilfe gekoppelt war und die Kosten von den Vereinigten Staaten getragen wurden, war das Programm beliebt und entsprechend weit verbreitet. Staaten, die sich amerikanische Militärhilfe wünschten, hatten einen formellen Antrag zu stellen und dabei nachzuweisen, dass sowohl die Regierung als auch die hochrangigen Offiziere antikommunistisch eingestellt waren. Die MAAG wurde dann im Anschluss durch ein bilaterales Abkommen geschaffen. Faktisch waren die Amerikaner im Rahmen der Containment-Politik selbst bemüht, in möglichst vielen Staaten MAAGs zu installieren.
MAAGs existierten bei fast allen NATO-Verbündeten, in zahlreichen Staaten Mittel- und Südamerikas, einigen Ländern Afrikas (etwa in Äthiopien, Libyen und Marokko) und mehreren Staaten des nahen und mittleren Ostens (etwa in Saudi-Arabien, Jordanien, Iran, Pakistan), wobei die Größe der MAAG und deren Aufgaben und Ziele je nach Land stark variierten. Oftmals bestand eine MAAG nur aus einigen dutzend Mann, es konnten aber auch mehrere tausend sein. Kubas Streitkräfte wurden von 1956 bis 1958 von einer MAAG ausgebildet; das Programm wurde beendet, da Diktator Fulgencio Batista mit den gelieferten US-Waffen immer brutaler gegen die Widerstandsbewegungen im eigenen Land vorging.

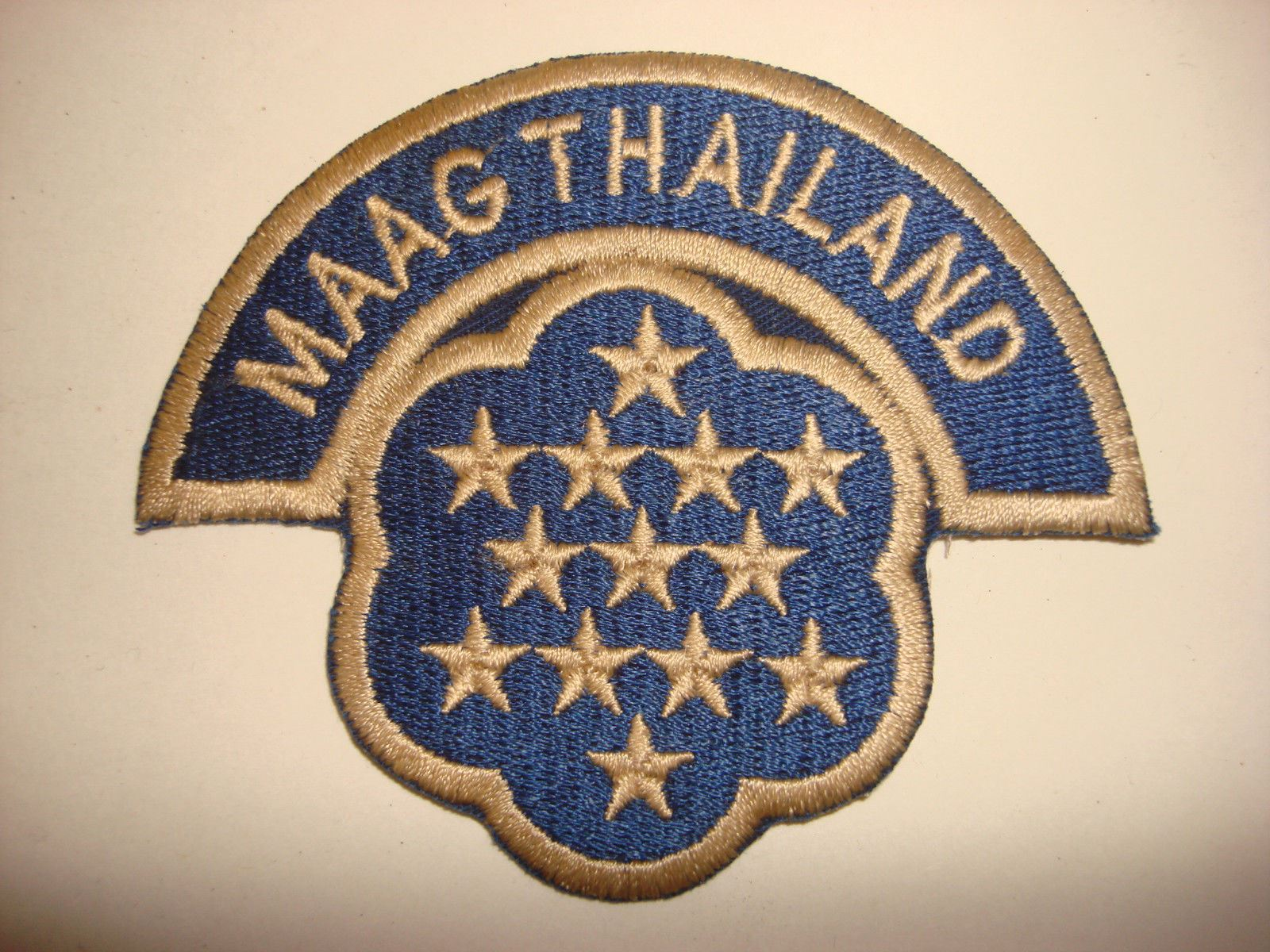
Abzeichen von MAAG Thailand

Bekannt wurden die MAAGs jedoch in erster Linie im Bezug auf Ost- und Südostasien, da die US-Regierungen der 1950er- und 1960er-Jahre ausgehend von der Domino-Theorie die dortigen Staaten als besonders vom Kommunismus bedroht ansahen. Bereits bis 1950 waren die MAAG Philippines, die MAAG Korea, die MAAG Thailand und die MAAG Indochina eingerichtet worden; letztere um die Franzosen im Indochinakrieg zu unterstützen. 1951 folgte die MAAG Republic of China. Aus der MAAG Indochina ging in Südvietnam die MAAG Vietnam hervor, die sich im Vorfeld des Vietnamkrieges zur größten und bedeutendsten MAAG entwickeln sollte und eine zentrale Rolle bei der Ausweitung des Konflikts spielte, bis die Gruppe schließlich 1964 in die MACV-Kommandostruktur der US-Bodentruppen eingegliedert wurde. Auch im Königreich Kambodscha gab es von 1955 bis 1963 eine MAAG, die schließlich abgezogen wurde, nachdem das Königreich seine Neutralität erklärt hatte. Nach dem Sturz Sihanouks 1970 gab es wieder eine Militärberatermission, allerdings unter dem Namen Military Equipment Delivery Team. Im Königreich Laos, das sich ebenfalls für neutral erklärte (faktisch aber im Bürgerkrieg befand), agierte die MAAG die meiste Zeit unter den Tarnbezeichnungen Programs Evaluation Office und Requirements Office. In Indonesien existierte eine MAAG lediglich kurzzeitig von 1950 bis 1952, jedoch 1958 gefolgt von einer Military Technical Advisory Group, aus der wiederum eine  Defense Liaison Group hervorging.
In der Bundesrepublik Deutschland war die MAAG Germany von 1955 bis 1962 am Aufbau der Bundeswehr beteiligt. 1976 ging daraus das bis heute bestehende, aber viel kleinere Office of Defense Cooperation (ODC) hervor (welches nicht mit dem ebenfalls existierenden Defense Attache's Office zu verwechseln ist). Auch die Aufstellung der japanischen Selbstverteidigungsstreitkräfte zur etwa gleichen Zeit wurde durch eine MAAG unterstützt.
Die Bezeichnung MAAG wird heute nicht mehr verwendet (wohl weil sie seit dem Vietnamkrieg einen negativen Beiklang besitzt), vergleichbare militärische Unterstützungsgruppen sind aber nach wie vor weit verbreitet im Einsatz. Aktuelle Bezeichnungen lauten etwa Joint US Military Advisory Groups oder allgemeiner United States Security Assistance Organizations.